# 간성초등학교
간성초등학교는 대한민국 강원특별자치도 고성군에 있는 공립 초등학교이다.

## 학교 연혁
- 1910.06.13 간성공립보통학교(4년제) 개교
- 1922.04.01 6년제 인가
- 1938.04.01 간성공립심상소학교로 개칭
- 1941.04.01 간성공립국민학교로 개칭
- 1945.08.15 소련군정 치하 편입으로 교명 변경(간성인민학교(5년제))
- 1954.09.01 수복과 동시 현위치로 이전 개교
- 1996.03.01 간성초등학교로 교명 개칭
- 2006.03.02 19학급 편성(학습도움반 1학급) 병설유치원 2학급 편성
- 2007.12.20 체육관 현대식 리모델링
- 2009.12.20 인조 잔디구장 설치
- 2015.09.11 인조 잔디구장 새개장
- 2019.12.31 제100회 졸업식(52명 , 총계 8,657명)
- 2020.03.01 제26대 이한준 교장 부임

## 참고 자료
- 간성초등학교 - 한국교육학술정보원 학교알리미